# Nokia Asha 303
Nokia Asha 303 là một điện thoại bàn phím QWERTY hỗ trợ bởi hệ điều hành Symbian Series 40 của Nokia. Nó đã được công bố tại triển lãm Nokia World 2011 ở London cùng với ba điện thoại Asha khác - Nokia Asha 200, 201 và 300. Bản 303 được coi là đầu tàu của dòng điện thoại Asha. Các tính năng chính của nó là bàn phím QWERTY và màn hình cảm ứng điện dung, hỗ trợ 5 băng tần 3G, SIP VoIP trên 3G wifi và có thể chơi Angry Birds vốn chưa bao giờ thấy trước đây trên điện thoại Series 40. Nokia Asha 303 có sẵn một số ngôn ngữ phụ thuộc vào lãnh thổ nó được bán trên thị trường. Mô hình được bán ở Nam Á hỗ trợ ít nhất tám ngôn ngữ: tiếng Anh, tiếng Hindi, Gujarati, Marathi, Tamil, Kannada, Telugu và Malayalam.

## Lịch sử
Nokia Asha 303 được giới thiệu tại Nokia World 2011 ở Luân Đôn. Nó được bán tại Trung Quốc, Châu Âu, Ấn Độ, Mỹ Latinh, Trung Đông và các thị trường Đông Nam Á. Khi ra mắt nó được bán với giá 115€.

## Phần cứng

### Bộ xử lý
Nokia Asha 303 được trang bị vi xử lý ARM11 1 GHz tương tự như trên các thiết bị Symbian Belle như Nokia 500, 600 và 700 nhưng thiếu GPU Broadcom GPU vốn không được Nokia Series 40 hỗ trợ. Hệ thống này cũng có 128 MB bộ nhớ RAM kênh đơn điện năng thấp (Mobile DDR).

### Màn hình và nhập liệu
Nokia Asha 303 có một màn hình cảm ứng 2.6 inch (66 mm) transmissive LCD điện dung đơn điểm với độ phân giải 320 × 240 pixel (QVGA, 154 ppi). Khác với Nokia C3-00, màn hình của Asha 303 có chiều cao lớn hơn so với chiều rộng. Theo Nokia nó có khả năng hiển thị lên đến 262 nghìn màu. Thiết bị này cũng có một bàn phím cứng 4 hàng với các biến thể tùy theo từng vùng (QWERTY, AZERTY,...).
Máy ảnh phía sau có khả năng chụp ảnh sâu (không zoom quang học), không đèn flash với khả năng zoom 4× cả khi quay phim và chụp hình. Khích thước cảm biến là 3.2-megapixel (2048 x 1536 px), khẩu độ f/2.8 và có thể chụp vật thể cách từ 50 cm đến vô cực. nó có thể quay video ở độ phân giải 640 x 480 px với tốc độ 15 fps cùng âm thanh mono.

### Bàn phím
Mặt trước của thiết bị là một bàn phím 4 hàng, các phím nghe/gọi, phím nhắn tin, phím music. Mặt bên phải của máy là các phím âm lượng và phím khóa/mở khóa máy.

### Audio và các cổng giao tiếp
Nokia Asha 303 có một microphone và một loa,mà là nằm ở mặt sau của thiết bị dưới nắp pin nhôm anodized. Trên đầu mày có một jack 3.5 mm đồng thời cung cấp âm thanh stereo đầu ra âm thanh và micro đầu vào. Giữa jack 3.5 mm và cổng sạc 2 mm là là cổng kết nối micro USB 2.0 cho phép đồng bộ dữ liệu, sạc và hỗ trợ USB On-The-Go 1.3 thông qua Nokia Adapter Cable for USB OTG CA-157.
Máy được tích hợp Bluetooth v2.1 +EDR (Enhanced Data Rate) hỗ trợ xuất âm thanh stereo với A2DP. bộ dụng cụ tích hợp trong xe rảnh tay cũng được hỗ trợ với HFP. Truyền tải file (FTP) cũng được hỗ trợ cùng với OPP cho gửi/nhận dữ liệu. Có thể điều khiển từ xa các thiết bị với cấu hình AVRCP. Nó hỗ trợ tai nghe không dây và tai nghe thông qua các hồ sơ HSP.

### Pin và SIM
Thời lượng của pin BP-3L (1300 mAh) như tuyên bố của Nokia là 7-8 giờ thời gian nói chuyện, từ 30 đến 35 ngày ở chế độ chờ và 47 giờ nghe nhạc tùy thuộc vào cách sử dụng thực tế.
Khay SIM ở phía dưới pin, có thể tiếp cận bằng cách tháo nắp lưng của máy. Khay cắm thẻ nhớ microSDHC cũng ở bên dưới nắp lưng của máy (nhưng không nằm dưới pin).

### Lưu trữ
Chiếc điện thoại này có 150 MB dung lượng lưu trữ không thể tháo rời. Lưu trữ bổ sung có sẵn thông qua một ổ cắm thẻ microSDHC, được chứng nhận để hỗ trợ lên đến 32 GB dung lượng lưu trữ bổ sung.

## Phần mềm
Nokia Asha 303 cài sẵn hệ điều hành Symbian Series 40 sp1 cho thiết bị cảm ứng cùng với một số ứng dụng như
- Web: Nokia (proxy) Browser for Series 40
- Conversations: Nokia Messaging Service 3.2 (Nhắn tin và e-mail) và SMS, MMS
- Social: Facebook, Twitter, Flickr và Orkut
- Media: Camera, Photos, Music player, Nokia Music Store, Flash Lite 3.0, Video player
- Personal Information Management: Lịch, chi tiết thông tin liên lạc
- Utilities: VoIP, Notes, Calculator, To-do list, Alarm clock, Voice recorder, Stopwatch
- Games: Angry Birds Lite

Màn hình có thể tùy biến và cho phép người dùng thêm, trong số những ứng dụng khác như, liên lạc ưa thích, Twitter / Facebook, ứng dụng các phím tắt, thông báo IM / e-mail và cảnh báo lịch.